# Vallemorobbia
Vallemorobbia è stato un comune svizzero del Canton Ticino (distretto di Bellinzona). Fu istituito nel 1803 e soppresso nel 1831, quando fu suddiviso nei nuovi comuni di Pianezzo, Sant'Antonio e Vallemorobbia in Piano (dal 2017 tutti divenuti frazioni di Bellinzona).